# Río Kyuyol-Yuryakh
El río Kyuyol-Yuryakh (en ruso: Кюёль-Юрях; en yakuto: Күөл-үрэх, Küöl-ürex) es un río en la República de Sajá (Yakutia), Rusia. Tiene una longitud de 247 kilómetros y una cuenca hidrográfica de 2.330 kilómetros cuadrados. El río fluye al norte del círculo polar ártico, atravesando territorios de la llanura de Siberia Oriental en el distrito de Allaikhovsky. Cruza el lago Soluntakh, el más grande de la zona. No hay asentamientos a lo largo de su curso.

## GeografÍa
El Kyuyol-Yuryakh tiene sus fuentes en un pequeño lago situado en el extremo norte de la llanura Yana-Indigirka, al este de la cuenca del Muksunuokha. El río se dirige inicialmente hacia el sur, atravesando una zona de tundra caracterizada por el permafrost y numerosos lagos pequeños. Tras un tramo, gira y fluye en «ese» hasta alcanzar la orilla occidental del lago Soluntakh, constituyendo su afluente principal.
El Kyuyol-Yuryakh luego sale del lago por la orilla oriental, serpenteando fuertemente durante un tramo, tras lo cual gira hacia el sureste, al norte del curso del Uryung-Ulakh, el principal afluente del río Khroma. Finalmente, desemboca en el lago Usun-Ulakh-Tubata (Усун-Уулаах-Тубата), al que entra desde el noroeste.

## Afluentes
El principal afluente del Kyuyol-Yuryakh es el Balyktakh-Yuryakh (Балыктаах-Юрэх), de 77 km de longitud, que desemboca por la derecha. En la cuenca del río hay más de 800 lagos, que en conjunto suman una superficie de 129 km². El río permanece congelado desde principios de octubre hasta mediados de junio.